# Kristof Vandewalle
Kristof Vandewalle (Courtrai, Provincia de Flandes Occidental, 5 de abril de 1985) es un ciclista belga. 
En 2008 debutó con el equipo Topsport Vlaanderen, equipo en el que permaneció tres campañas. Para la temporada 2011 fichó por el equipo Omega Pharma-Quick Step, equipo en donde estuvo durante dos temporadas.
El 21 de diciembre de 2015 anunció su retirada del ciclismo tras ocho temporadas como profesional y con 30 años de edad al no encontrar equipo ni tener ofertas a su altura.

## Palmarés
2007
- 1 etapa del Tour del Porvenir

2010
- G. P. Kanton Aargau

2012
- Campeonato de Bélgica Contrarreloj

2013
- Tres Días de Flandes Occidental, más 1 etapa
- Campeonato de Bélgica Contrarreloj

2014
- Campeonato de Bélgica Contrarreloj
- 1 etapa de la Vuelta a Austria
- 1 etapa del Tour de Polonia

2015
- 3.º en el Campeonato de Bélgica Contrarreloj

## Resultados en Grandes Vueltas y Campeonatos del Mundo
| Carrera              | Carrera              | 2008 | 2009 | 2010 | 2011  | 2012 | 2013 | 2014 | 2015 |
| -------------------- | -------------------- | ---- | ---- | ---- | ----- | ---- | ---- | ---- | ---- |
|                      | Giro de Italia       | —    | —    | —    | 93.º  | —    | —    | —    | Ab.  |
|                      | Tour de Francia      | —    | —    | —    | —     | —    | —    | —    | —    |
|                      | Vuelta a España      | —    | —    | —    | 104.º | 91.º | Ab.  | 87.º | —    |
| Mundial Contrarreloj | Mundial Contrarreloj | —    | —    | —    | —     | 24.º | 16.º | 24.º | —    |

—: no participa

Ab.: abandono

## Equipos
- Topsport Vlaanderen (2008-2010)
  - Topsport Vlaanderen (2008)
  - Topsport Vlaanderen-Mercator (2009-2010)
- QuickStep (2011-2013)
  - QuickStep Cycling Team (2011)
  - Omega Pharma-QuickStep (2012-2013)
- Trek Factory Racing (2014-2015)